# 康燦雄
康燦雄（英語：David Chan-oong Kang，韩语：／，1965年1月17日—），美國政治科學學者，有韓裔血統，以東亞國際事務、北朝鮮核問題、經濟改革及人權、韓國政治、中國外交政策、中美關係等研究領域見長，並撰寫數本相關專書。
康燦雄本貫信川康氏，父親是曾在康乃爾大學和勞倫斯利佛摩國家實驗室任職的物理學家康相昱（강상욱），母親為美國教育家和作家康希爾迪（Hildi Kang）。康燦雄在家中排行長子，1988年於史丹佛大學攻讀人類學和國際政治文學士學位，繼而於1995年獲得加利福尼亞大學政治科學博士學位。2009年起，康氏成為南加利福尼亞大學國際政治、組織和管理教授，並擔任南加大韓國研究所所長，此前則曾任達特茅斯學院教授及史丹佛大學、耶魯大學、韓國首爾國立大學、高麗大學、瑞士日內瓦大學客座教授。

## 腳注
1. 1 2 3  , , , 2007-10-19  [2020-05-26], （原始内容存档于2020-05-26）
2. ↑  . Library of Congress.   [2020-05-26]. （原始内容存档于2020-05-26）.
3. ↑  . University of Southern California.   [2020-05-26]. （原始内容存档于2020-05-26）.
4. ↑  . Tanglewood Publishing.   [2020-05-27]. （原始内容存档于2019-11-13）.
5. ↑  . USC Korean Studies Institute.   [2018-11-21]. （原始内容存档于2020-02-11）.